# Edward R. Burke
Edward R. Burke (Bon Homme megye, 1880. november 28. – Kensington, 1968. november 4.) az Amerikai Egyesült Államok szenátora (Nebraska, 1935–1941).